# مونیکا زترلوند
مونیکا زترلوند (به انگلیسی: Monica Zetterlund) (زاده ۲۰ سپتامبر ۱۹۳۷-درگذشته ۱۲ می ۲۰۰۵) خواننده سوئدی بود.
او نماینده سوئد در یوروویژن ۱۹۶۳ بود.